# Superstar Billy Graham
Eldridge Wayne Coleman (ur. 10 września 1943 w Paradise Valley, zm. 17 maja 2023 w Phoenix) – amerykański wrestler i kulturysta lepiej znany pod swoim pseudonimem ringowym jako Superstar Billy Graham. Członek galerii sław WWE Hall of Fame i były mistrz WWWF Heavyweight.
Jest pierwszym głównym mistrzem w historii WWE (dawniej WWWF), który będąc heelem posiadał ten tytuł przez dłuższy czas – dokładnie 296 dni. Dla porównania, heelowie Ivan Koloff i Stan Stasiak posiadali ten tytuł przez okres krótszy, niż jeden miesiąc.
Styl i wygląd Superstara Billy’ego Grahama był inspiracją dla wielu wrestlerów, wśród których byli między innymi Austin Idol, Steve Strong, Jesse Ventura, Hulk Hogan, Scott Steiner i Flesh Gordon.

## Młodość
Urodził się 10 września 1943 jako Eldridge Wayne Coleman w Paradise Valley w stanie Arizona. Jako nastolatek wygrał wiele zawodów kulturystycznych. Był też oddanym chrześcijaninem i wykorzystywał swoje umiejętności aby wyczynami siłowymi przyciągać ludzi na spotkania ewangelizacyjne. Przez prawie trzy lata zawodowo grał w futbol amerykański w drużynach Houston Oilers i Oakland Raiders. W latach 60. XX wieku wystąpił w teleturnieju Truth Or Consequences prowadzonym przez Boba Barkera.

## Kariera wrestlerska
Trenował Dusty’ego Rhodesa i Robbie Ellisa.

### Wczesna kariera (1970–1977)

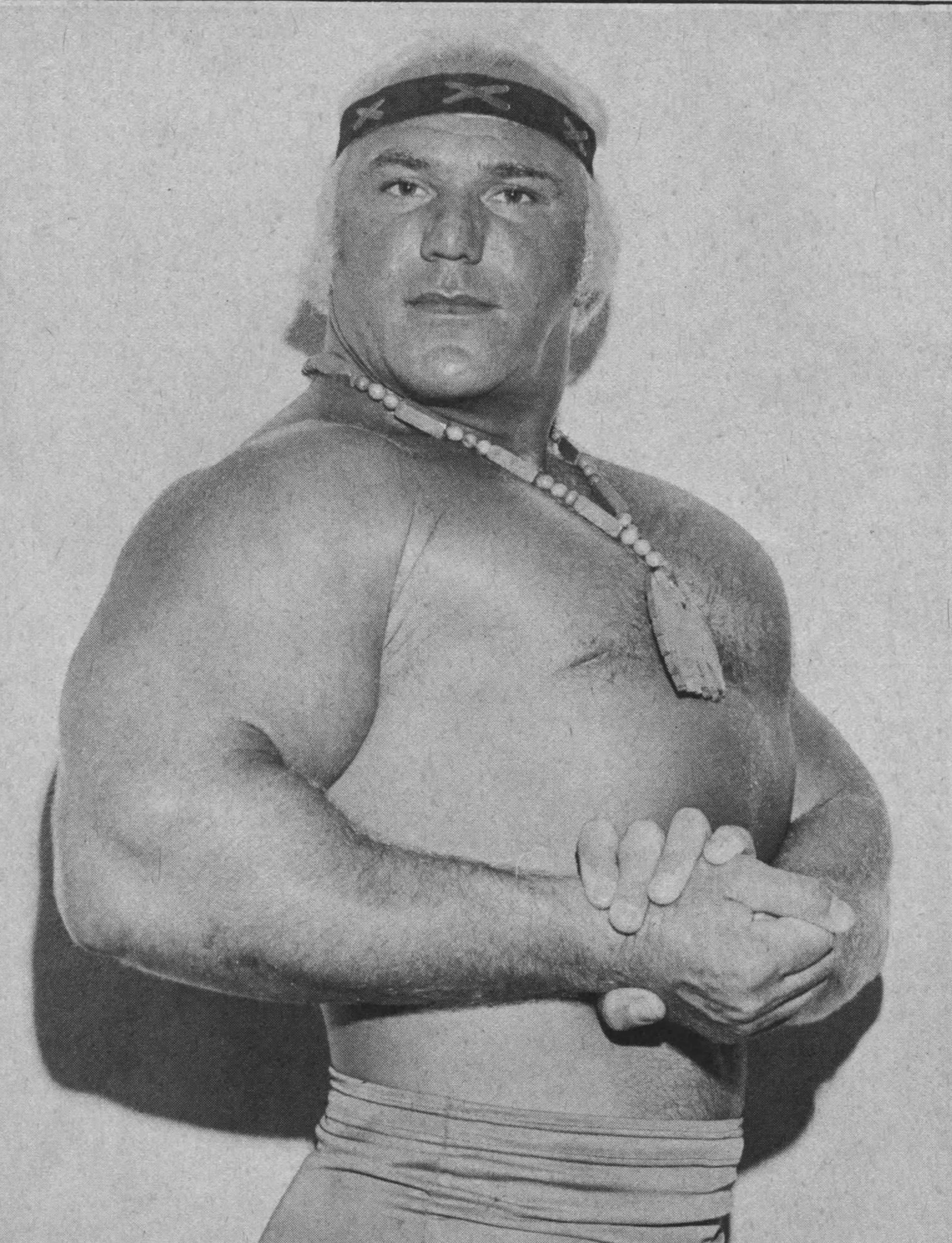
Superstar Billy Graham w 1973 roku

Debiutował jako wrestler 16 stycznia 1970. Najpierw został przyjęty do organizacji wrestlingu Stampede Wrestling przez Stu Harta, który zdecydował się go trenować. Później przeprowadził się do San Francisco, gdzie wymyślił dla siebie pseudonim ringowy Billy Graham na cześć słynnego amerykańskiego ewangelisty, Billy’ego Grahama.
W organizacji wrestlingu Championship Wrestling from Florida był częścią drużyny wrestlerów Graham Brothers, złożonej z zawodników odgrywających role braci: Eddiego Grahama, Luke’a Grahama i Dr. Jerry’ego Grahama. Billy Graham odgrywał rolę najmłodszego brata.
W 1974 wywalczył w organizacji American Wrestling Association mistrzostwo NWA Hawaii Heavyweight. Od października 1975 występował w organizacji Mid Atlantic Championship Wrestling, gdzie rywalizował z Wahoo McDanielem i tworzył tag team ze Steve’em Strongiem.
W 1976 znów występował w Championship Wrestling from Florida i pokonał Dusty’ego Rhodesa w pojedynku o mistrzostwo NWA Florida Heavyweight oraz zdobył mistrzostwo drużynowe NWA Florida Tag Team z Oxem Bakerem. W 1977 znowu pokonał Rhodesa, tym razem w pojedynku o mistrzostwo Southern Heavyweight.

### World Wide Wrestling Federation (1977–1978)
Od 1977 Billy Graham występował w organizacji World Wide Wrestling Federation. Jego managerem był The Grand Wizard. 30 marca Graham pokonał Bruno Sammartino w walce o główne mistrzostwo organizacji. Nie wygrał jednak walki uczciwie. Przypinając przeciwnika oparł się nogami o liny ringu. Przerywając długie panowanie ulubieńca fanów zyskał sobie ich nieprzychylność. Posiadał pas mistrzowski przez 296 dni, co czyni go pierwszym głównym mistrzem WWWF, który jako heel posiadał ten tytuł ponad miesiąc. Przed nim, kiedy heel zdobywał to mistrzostwo, był to zabieg służący pośredniemu przekazaniu mistrzostwa innemu wrestlerowi przy jednoczesnym uniknięciu rywalizacji między dwoma face’ami. Broniąc tytułu Graham pokonał takich wrestlerów jak Bruno Sammartino, Dusty Rhodes, Ivan Putski, Chief Jay Strongbow, Gorilla Monsoon, Larry Zbyszko, Tony Garea, Mil Máscaras i Bob Backlund. Zmierzył się też z Harleyem Race’em w pierwszej w historii walce między głównymi mistrzami NWA i WWWF, która miała się zakończyć unifikacją tytułów. Trwający godzinę krwawy pojedynek zakończył się remisem. Panowanie Grahama zakończyło się 2 lutego 1978, kiedy Graham przegrał walkę z Bobem Backlundem. Po utracie tytułu kontynuował swoją rywalizację z Dustym Rhodesem. Ich ostatnią walka była typu Texas Bullrope Match. Graham odszedł z organizacji niedługo potem.

### Kariera niezależna (1978–1982)
W 1980 wystąpił w zawodach strongmanów w programie CBS, The World’s Strongest Man. Kilkukrotnie zmierzył się w walce z Jerrym Lawlerem w organizacji Continental Wrestling Association. W pewnym momencie prasa podała nieprawdziwą informację o śmierci Superstara Billy’ego Grahama. Przed powrotem do World Wide Wrestling Federation występował w Phoenix.

### World Wrestling Federation (1982–1983)
W 1982 Billy Graham przyjął nowy styl (między innymi zgolił włosy) i zaczął rywalizować z nadal będącym głównym mistrzem organizacji World Wrestling Federation (WWF, dawniej World Wide Wrestling Federation) Bobem Backlundem. Graham stoczył z Backlundem pojedynek o tytuł i przegrał. Po walce znokautował przeciwnika i zniszczył jego pas mistrzowski, po czym opuścił organizację.

### Kariera niezależna (1983–1986)

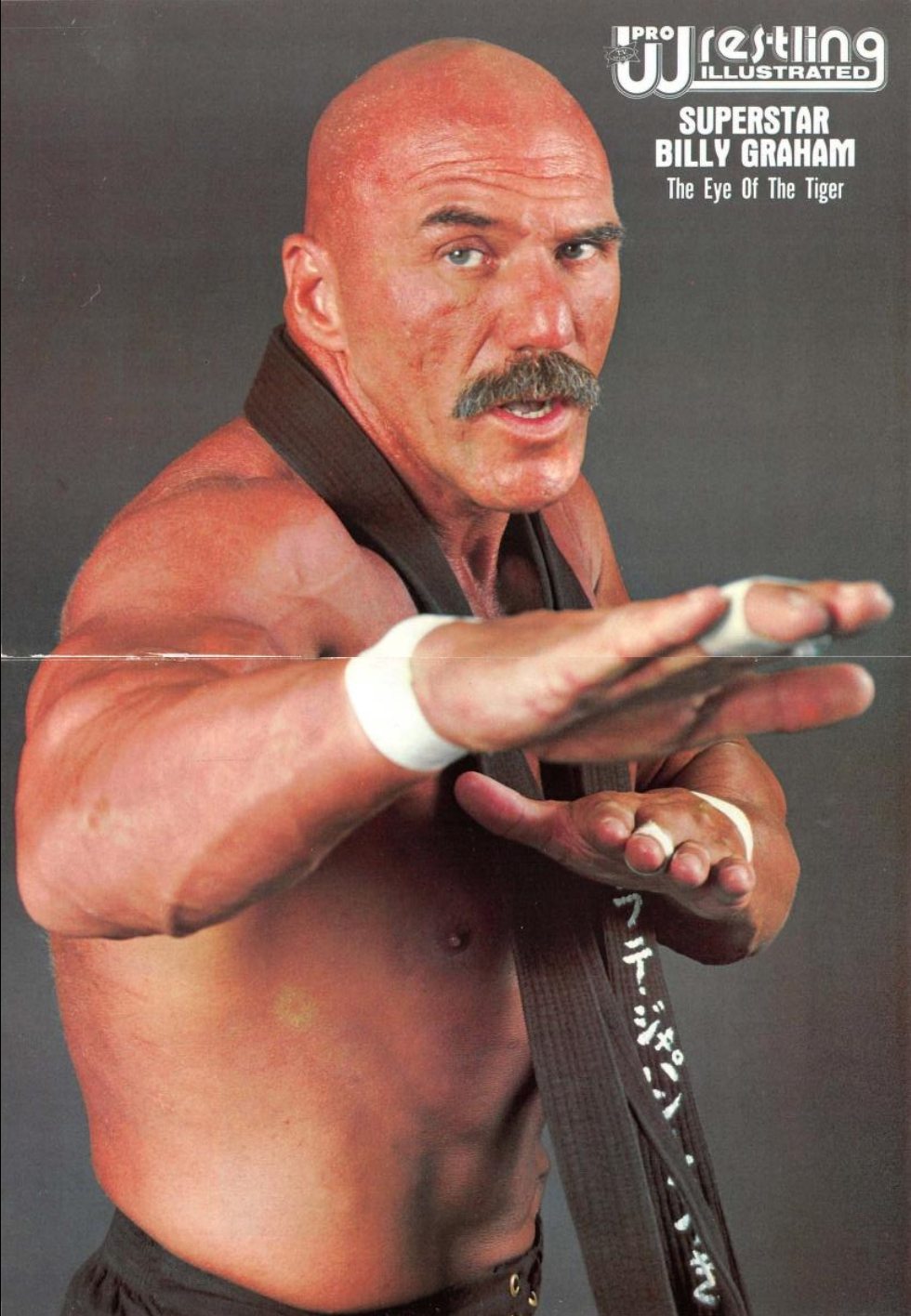
Superstar Billy Graham w 1983 roku

Przez krótki czas należał do organizacji wrestlingu American Wrestling Association Verne’a Gagne. Wkrótce powrócił do Championship Wrestling from Florida. 10 czerwca 1984 pokonał Billy’ego Jacka w walce o mistrzostwo Florida State Heavyweight. 22 listopada 1984 na gali Starrcade przegrał pojedynek z Wahoo McDanielem o florydzką wersję pasa NWA United States Tag Team Championship. 6 lipca 1985 na gali Great American Bash Manny Fernandez, Sam Houston i Buzz Tyler pokonali Billy’ego Grahama, The Barbariana i Abdullaha w walce typu Tag Team match. 28 listopada 1985 na gali Starrcade Graham pokonał The Barbariana w siłowaniu na rękę.

### World Wrestling Federation (1986–1987)
W drugiej połowie 1986 powrócił do World Wrestling Federation (WWF).
15 lipca 1987 pokonał Boba Backlunda, który już jednak od lat nie był głównym mistrzem. 16 sierpnia w programie telewizyjnym WWF Wrestling Challenge pokonał Barry’ego Horowitza i natychmiast został wyzwany przez Butcha Reeda, który chciał udowodnić, że posiada lepszą budowę ciała. Obaj wzięli udział w zawodach WWF w pozowaniu, w trakcie którego Graham został zaatakowany przez Reeda i jego managera Slicka.
Wkrótce, w 1987, Graham zaczął mieć poważne problemy zdrowotne spowodowane latami używania sterydów. Jego struktura szkieletowa została częściowo strawiona, szczególnie uszkadzając jego staw biodrowy. Graham usłyszał od lekarzy, że powinien się poddać operacji, ale wrestler odłożył tę decyzję w czasie.
Jesienią 1987 Graham zmierzył się z Butchem Reedem w walce zakończoną dyskwalifikacją po interwencji Slicka i One Man Ganga, którzy zaatakowali Grahama. Zaatakowanemu przybył zaś z pomocą Don Muraco. 16 października Graham pokonał Reeda w stalowej klatce i ponownie 14 listopada w zwykłej walce, która zakończyła się dyskwalifikacją. Potem postanowił poddać się operacji stawu biodrowego, wiedząc, że będzie to koniec jego kariery wrestlera.
W 1988, nie mogąc dłużej walczyć, został managerem Dona Muraco. W tym samym roku wystąpił jeszcze w roli komentatora na gali SummerSlam, po czym opuścił organizację.

## Emerytura

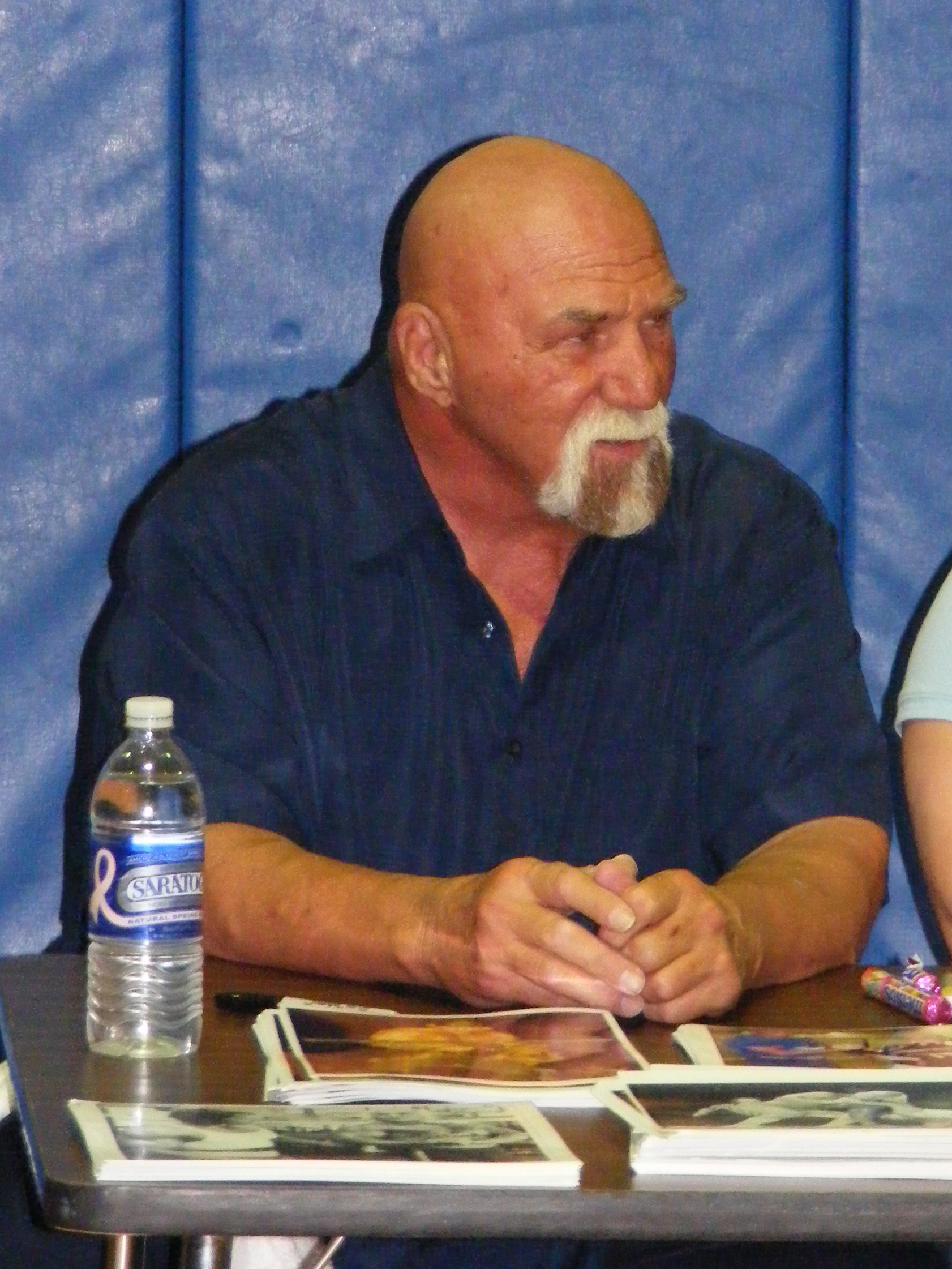
Superstar Billy Graham w 2008 roku

Po zakończeniu kariery wrestlerskiej zaczął prowadzić działalność ewangelistyczną i jako aktywista społeczny działał na rzecz walki z alkoholizmem i narkomanią.
2 stycznia 2002 z powodu choroby wątroby pękły mu cztery żyły, co mogło być dla niego śmiertelne. W ciągu jednego dnia poddał się wielu zabiegom transfuzji krwi. Z powodu braku krążenia groziła mu utrata kończyn. Przez dziesięć dni znajdował się na oddziale intensywnej terapii, gdzie leczono jego krwawienie wewnętrzne. Grahama udało się tymczasowo uratować, jednak potrzebował przeszczepienia wątroby. Operacja została przeprowadzona 18 października w oddziale Mayo Clinic znajdującym się w Phoenix. Dawcą była kobieta, która zmarła tego dnia w wypadku.
Billy Graham zawarł umowę w sprawie wydania swojej autobiografi z Vince’em McMahonem.
13 marca 2004 został wprowadzony do galerii sławy WWE Hall of Fame przez Triple H-a.
Później występował jeszcze w roli gościa na różnych wydarzeniach WWE i kilkukrotnie był hospitalizowany z powodu powikłań po przeszczepieniu wątroby.
Po przyłączeniu Abdullaha the Butchera do WWE Hall of Fame w 2011, Graham krytykował galerię sławy i zażądał zostania usuniętym z niej. Powiedział: To bezwstydna organizacja, skoro wprowadza krwiożercze zwierzę takie jak Abdullah the Butcher do swojej bezwartościowej i żenującej galerii sławy i nie chcę, żeby imię Superstara Billy’ego Grahama było jej częścią. Swój pierścień członka Hall of Fame sprzedał na eBay'u.

## Inne media
Zagrał rolę cameo w filmie Fist Fighter z 1989.

### Gry komputerowe
Przedstawiająca go grywalna postać pojawiła się w trzech grach komputerowych o wrestlingu: Legends Of Wrestling (GC, Xbox, PS2, 2001), Legends Of Wrestling II (GC, Xbox, PS2, 2002) oraz Showdown: Legends Of Wrestling (Xbox, PS2, 2004).

## Mistrzostwa i osiągnięcia
- Big Time Wrestling
  - NWA San Francisco Pacific Coast Tag Team Championship (2 razy) – z Patem Pattersonem
  - NWA Texas Brass Knuckles Championship (4 razy)
- Championship Wrestling From Florida
  - NWA Florida Heavyweight Championship (2 razy)
  - NWA Florida Tag Team Championship (1 razy) – z Oxem Bakerem
- Continental Wrestling Association
  - CWA World Heavyweight Championship (1 raz)
- International Wrestling Enterprise
  - IWA World Heavyweight Championship (1 raz)
- Mid-Pacific Promotions
  - NWA Hawaii Heavyweight Championship (1 raz)
- World Wide Wrestling Federation / World Wrestling Entertainment
  - WWWF Heavyweight Championship (1 raz)
- World Wrestling Entertainment
  - WWE Hall of Fame (2004)
- Pro Wrestling Illustrated
  - Najbardziej znienawidzony zawodnik roku (1973)[2]
- Professional Wrestling Hall of Fame and Museum
  - Wprowadzony w 2009[9]
- Wrestling Observer Newsletter
  - Wrestling Observer Newsletter Hall of Fame (1996)[2]